# HMNZS Achilles (70)
HMNZS Achilles (ЕВНЗК «Ахиллес») — крейсер типа «Линдер» Королевского Новозеландского Военно-морского флота. Самый известный корабль, носивший это имя в Королевском флоте. Прославился в сражении у Ла-Платы. После Второй мировой войны был продан Индии, где был переименован в «Дели».